# Advanced Aviation

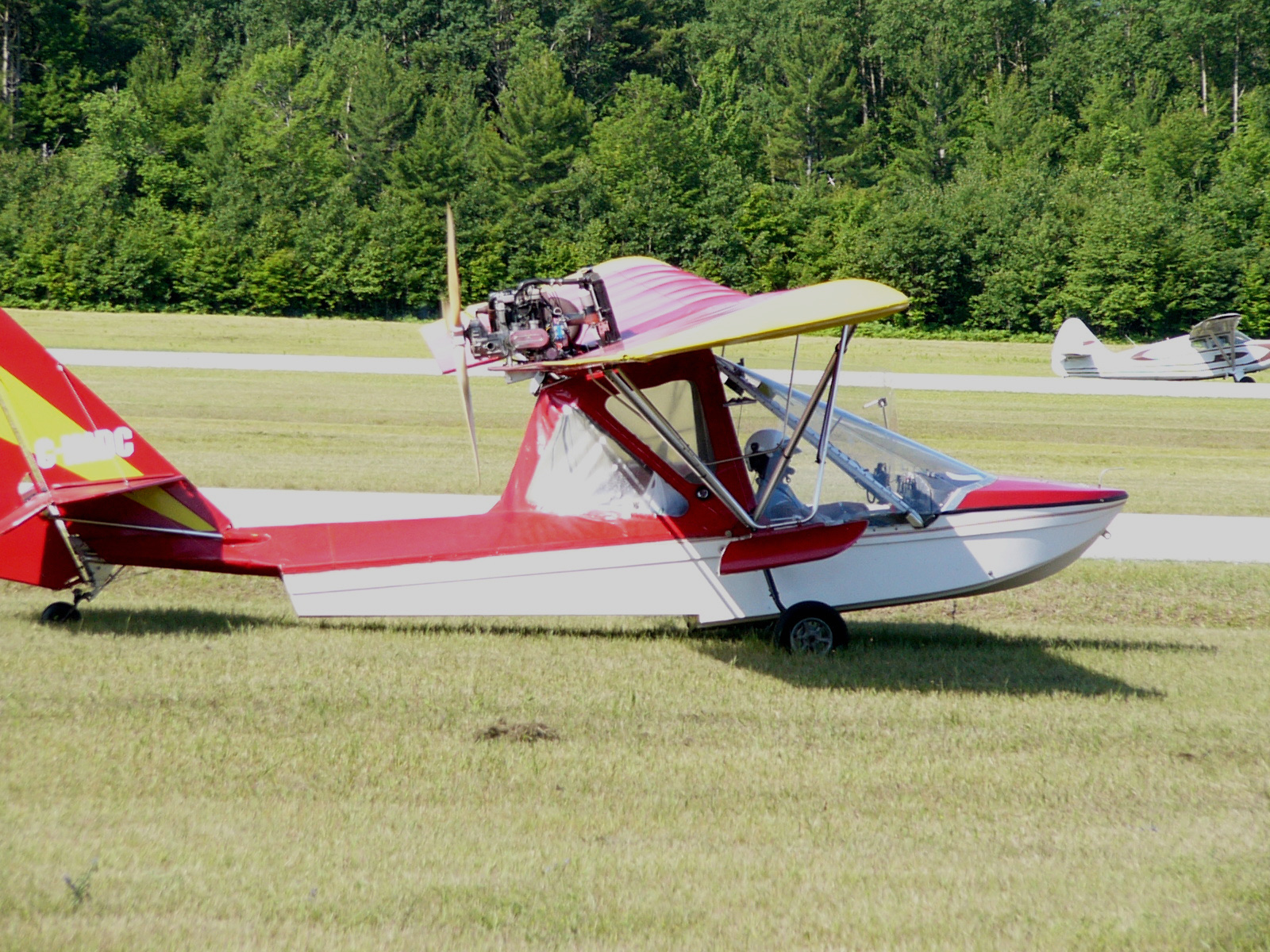
Le modèle Buccaneer.

Advanced Aviation était une entreprise aux États-Unis à Orlando en Floride pour fabriquer et commercialiser en kit des ULM.

## Positionnement
L'entreprise, crée dans les années 1980 en Floride, a bénéficié de l'intérêt et de l'expansion de l'ultraléger vers la fin des années 1970. Pour les passionnés de l'aviation de loisirs, l'ultra léger apporte alors une solution économique, permettant des vols individuels ou à deux personnes,,.

## Produits
Outre ses propres productions, elle a acheté des licences de production de certains ULM produits par HighCraft AeroMarine.
Advanced Aviation a notamment proposé un des premiers ultralégers amphibies, le Buccaneer, appelé ensuite Mallard fabriqué en kit pendant une décennie, de 1988 à 1998 (le premier vol est de 1984), et muni de flotteurs sous les ailes et d'un train d'atterrissage escamotable pour atterrir sur terre. Cet appareil a été couronné du prix du meilleur nouveau modèle (Best New Design) de l'Experimental Aircraft Association dans la catégorie Ultralégers en 1984. Un exemplaire est présenté au Musée de l'aviation et de l'espace du Canada, à Ottawa.